# リオ・オスクロ
『リオ・オスクロ』（原題: Río Oscuro）は、チリのテレビドラマ。チャンネル13で2019年5月27日に初公開された。

## 登場人物
クララ・モリナ
演：アンパロ・ノゲラ
フアン・エケベリア
演：クラウディア・ディ・ジローラモ
コンセプシオン・アルドゥナテ
演：フリオ・ミロスチッチ
ロザリオ・コレア
演：マリアナ・ディ・ジローラモ
マヌエル・バルディヴィエソ
演：ホセ・アントニオ・ラフォ